# Plectonemertidae
Plectonemertidae  (лат.) — семейство вооружённых немертин отряда Hoplonemertea (Monostilifera). Глаз 2, 4, несколько или нет вообще. В эпидермисе нет минеральных включений (гранул и спикул). Ринхоцель состоит из переплетенных продольных и кольцевых мышечных волокон. Статоцисты  отсутствуют. Выделительная система хорошо развита, располагается вдоль всего тела. 
В узком понимании семейство включает только один вид - Plectonemertes sinensis Gibson, 1990, обитающий в Южно-Китайском море. В широком понимании включает также 5 родов наземных и два рода пресноводных немертин. Большинство видов - эндемики Австралии и Новой Зеландии, Argonemertes dendyi и Leptonemertes chalicophora завезены в Европу и США. А.В. Чернышевым наземные роды выделены в семейство Acteonemertidae, а пресноводные - в семейство Potamonemertidae .
- Plectonemertes Gibson, 1990
  - Plectonemertes sinensis Gibson, 1990
- Acteonemertes Pantin, 1961
- Antiponemertes Moore & Gibson, 1981
- Argonemertes  Moore & Gibson, 1981
- Campbellonemertes  Moore & Gibson, 1972
- Katechonemertes  Moore & Gibson, 1981
- Leptonemertes Girard, 1893
- Potamonemertes Moore & Gibson, 1973